# Jeumont, 51 Minuten Aufenthalt
Jeumont, 51 Minuten Aufenthalt (Originaltitel: Jeumont, 51 minutes d’arrêt) ist eine Erzählung von Georges Simenon, in der Kommissar Maigret seinem Neffen bei der Aufklärung eines Mordfalles hilft. Das zur Reihe der Maigret-Romane und -Erzählungen gehörende Werk entstand im Juli 1938 in La Rochelle und erschien 1944 in dem Band Les nouvelles enquêtes de Maigret bei Éditions Gallimard. In deutscher Übersetzung von Hansjürgen Wille und Barbara Klau erschien die Erzählung erstmals 1976, in der Neuübersetzung von Gudrun Zett 1989 bei Diogenes in dem Band Maigret und der hartnäckigste Gast der Welt.

## Handlung

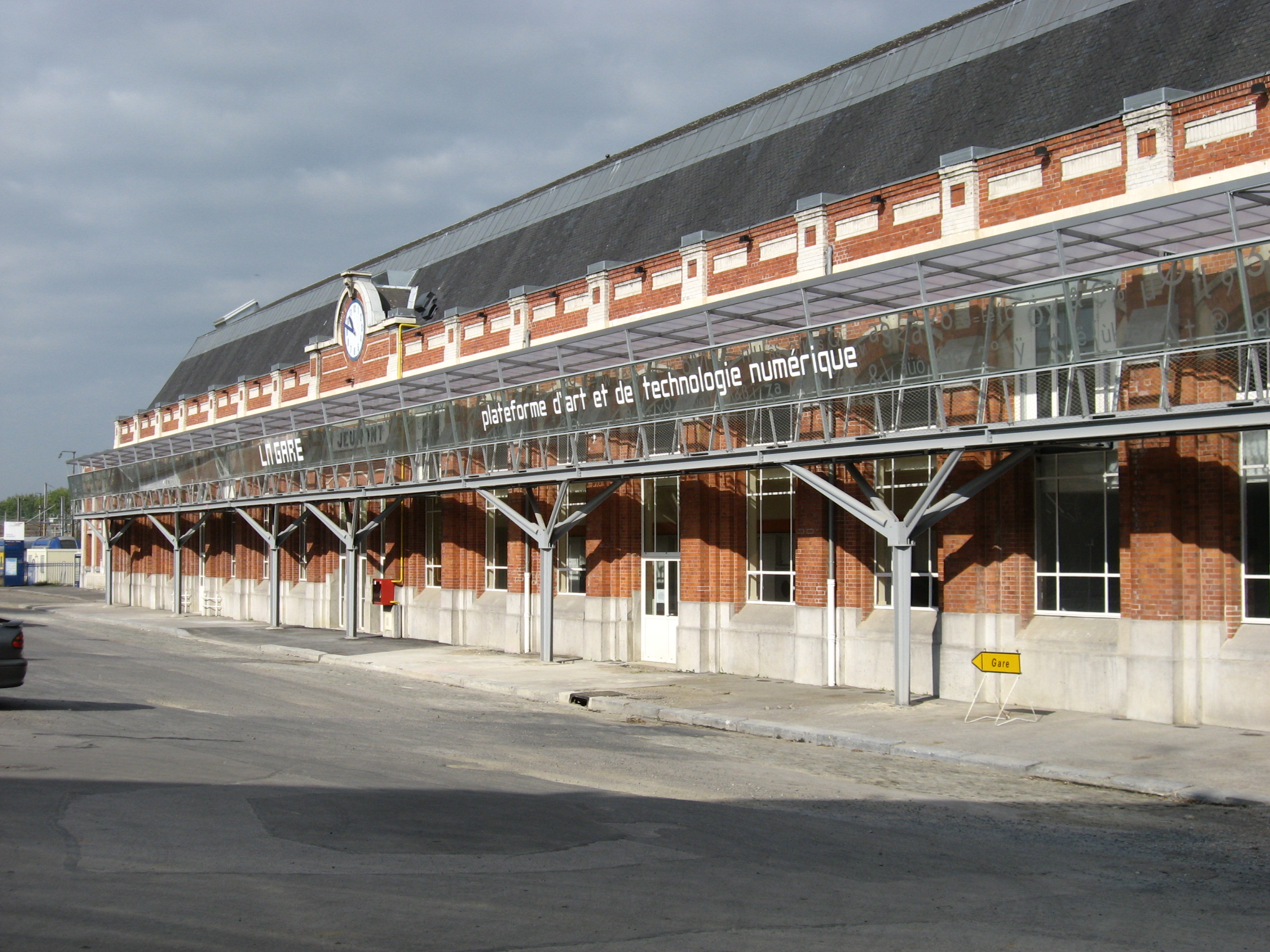
Bahnhof von Jeumont

Maigret wird frühmorgens durch einen Anruf seines Neffen Paul Vinchon, Inspektor an der belgischen Grenze, geweckt; man habe im Zug von Warschau nach Paris einen Toten gefunden, als die Grenzkontrolle zwischen Erquelinnes und Jeumont stattgefunden habe. Als Todesursache habe man einen Nadelstich ins Herz festgestellt.
Vinchon ließ den entsprechenden Waggon samt den darin reisenden verdächtigen Passagieren am Grenzbahnhof Jeumont abkoppeln und informierte seinen Onkel. Maigret eilt daraufhin in sein Büro am Quai des Orfèvres und lässt sich Informationen aus den Herkunftsländern der Passagiere zusammenstellen. Im Lauf des Vormittags trifft Maigret an dem Grenzbahnhof ein und lässt sich den Toten im Zugabteil zeigen. Es handelt sich um einen gewissen Otto Braun, dem Pass zufolge 58 Jahre alt und ehemaliger Bankier aus Stuttgart. Nachforschungen ergeben, dass Braun Jude ist und nach der Machtübernahme der Nationalsozialisten Beschäftigungsverbot hatte. Maigret verschafft sich nun ein Bild über die anderen Passagiere des Abteils; ein Adolphe Bonvoisin aus Lille, Vertreter einer Spinnereifirma, der aus Lwiw kam; eine ältere Dame, Mme Irvin aus Wilna, Jüdin wie Otto Braun, die zur Behandlung nach Paris reiste; dann eine Halbweltdame namens Lena Leibach aus Wien; ein gewisser Thomas Hanke, der schon wegen Hehlerei im Gefängnis saß, und schließlich ein Dr. Gellert aus Köln, ein Archäologe auf dem Weg zum Pariser Louvre. Ferner fand man einen blinden Passagier namens Bebelmans, der flüchten wollte, ein Ticket dritter Klasse besaß und Wertpapiere schmuggelte. Laut Aussage Bonvoisins kannte Braun Lena Leibach, denn er sprach mit ihr, nachdem man die deutsch-belgische Grenze überquert hatte. Laut Zeugenaussage verbot er ihr, das Abteil zu verlassen. Maigret mutmaßt, dass Otto Braun, nach dem vielen Gepäck zu urteilen, auswandern wollte, nur findet man keine größeren Geldbeträge bei ihm.
Maigret hat inzwischen die einzig logische Erklärung für diese Zusammenhänge: Otto Braun habe versucht, sein Vermögen aus Nazideutschland herauszubekommen. Er besprach sich deshalb mit einer Halbweltdame, deren Koffer er mit einem doppelten Boden ausstatten ließ. Deren Freund, Thomas Hanke, erfuhr davon und entwendete die im Koffer versteckten Wertpapiere bereits in Berlin, mit Einverständnis Lenas. Hanke stieg dann in Köln zu, um das Ganze zu überwachen, während der Helfer Bebelmans mit den Papieren dritter Klasse reiste, mit der Anweisung, bei jedem Grenzübertritt unter den Wagen zu verschwinden. Als Lena Leibach versuchte, in Belgien den Zug zu verlassen, schien Braun Verdacht zu schöpfen. In dem Gewühl, das nach der Anweisung „Halten Sie Ihre Pässe bereit!“ entstand, stach Leibach mit einer Broschennadel zu.

## Ausgaben
Die Erzählung erschien 1944 zunächst im Verlag Gallimard mit 18 weiteren Erzählungen in dem Erzählungenband Les Nouvelles Enquêtes de Maigret. Ferner wurde sie in die Simenon-Werkausgabe Œuvres complètes (Lausanne, Editions Rencontre, 1967–1973), in  Tout Simenon (Paris, Presses de la Cité, 1988–1993) in Band 24 und in Tout Simenon (Paris, Omnibus, 2002–2004) in Band 24 aufgenommen.
In deutscher Übersetzung liegt sie in dem bei Diogenes 2009 erschienenen Sammelband Sämtliche Maigret-Geschichten (ISBN 978-3-257-06682-1) vor.

## Adaptionen
- Jeumont, 51 minutes d’arrêt, Folge der Fernsehserie Les Enquêtes du commissaire Maigret von Gilles Katz mit Jean Richard, Erstausstrahlung 1989.
- Un meurtre de première classe, Folge der Fernsehserie Maigret von Christian de Chalonge mit Bruno Cremer, Erstausstrahlung 1999.